# مهمة ألسوس
كانت بعثة ألسوس جزءًا من مشروع مانهاتن، والجهد خلال الحرب العالمية الثانية من الحلفاء، وبصورة رئيسية من بريطانيا والولايات المتحدة، لإنشاءقنبلة ذرية. واتهم مشروع مانهاتن أيضا بالتنسيق مع الاستخبارات الأجنبية المتعلقة بالنشاط النووي للعدو، وأنشئت بعثة ألسوس في أعقاب غزو الحلفاء لإيطاليا في سبتمبر 1943، للتحقيق في مشروع الطاقة النووية الألمانية. وجاء أفراد البعثة ألسوس على مقربة خلف الخطوط الأمامية، وأحيانا وراء خطوط العدو، لأول مرة في إيطاليا، وبعد ذلك في فرنسا وألمانيا. فتشوا عن الموظفين، والسجلات، والمواقع لتقييم المشروع النووي الألماني، لإجراء مزيد من البحوث الأمريكية، والعمل لمنع أسرهم من قبل الاتحاد السوفيتي.
وقد قام بقيادة بعثة ألسوس مقدم بوريس باشا، وهو ضابط الأمن بمشروع مانهاتن السابق. وكان قائده العلمي صمويل جودسميت. كان يعمل بشكل مشترك من قبل مكتب الاستخبارات البحرية (ONI)، ومكتب البحث العلمي والتنمية (OSRD)، ومشروع مانهاتن، واستخبارات الجيش (G-2)، للتحقيق في التطورات العلمية العدو. لم يكن يقتصر على تلك التي تنطوي على الأسلحة النووية، ولكن التحقيق أيضا الأسلحة الكيميائية وسلاح بيولوجي، ووسائل تسليمها.
تمكن أفراد ألسوس من إيجاد وإزالة العديد من العاملين في الجهود البحثية الألمانية، جنبا إلى جنب مع جزء كبير من السجلات والمعدات التي بقيت إذ ذاك. أخذت بعثة ألسوس معظم كبار موظفي الأبحاث الألمانية قيد الاعتقال بما في ذلك أوتو هان، ماكس فون لاوي، فيرنر هايزنبرغ وكارل فريدريش فون فايتسكر.

## المنشأ
إن مشروع مانهاتن، وهو برنامج للبحث والتطوير، عمل أثناء ومباشرة بعد الحرب العالمية الثانية. بقيادة الولايات المتحدة مع المملكة المتحدة ومشاركة كندا، انه يهدف لانتاج قنبلة ذرية.  العميد ليزلي غروفز من فيلق الجيش الأمريكي للمهندسين الذي أصبح مديره في سبتمبر 1942. كان مشروع مانهاتن يعمل تحت غطاء كثيف من الأمن خشية اكتشافه بحيث يحث محور القوى، وخاصة ألمانيا، لتسريع مشاريعها النووية للخاصة بها أو القيام بعمليات سرية ضد المشروع.
بعد غزو الحلفاء لإيطاليا في سبتمبر 1943، العميد ويلهلم دى. ستير،  رئيس الأركان من قوات خدمة الجيش، اقترب جروفز بالنيابة عن رئيس أركان الجيش، جنرال جورج مارشال، وسئل عما إذا كان يمكن لمشروع مانهاتن تولي مسؤولية تنسيق تقصى أنشطة المخابرات الأجنبية المتعلقة بالطاقة النووية. شعر ستير أن الجهود الحالية لم يتم تنسيقها بشكل صحيح، وأن أهمية البنود يمكن التغاضي عنها ما لم يطلع عليها المسؤولين بشكل صحيح، ولكن في الوقت نفسه أعرب عن رغبته في تقليل عدد الموظفين الذين يحصلون على مثل هذه المعلومات السرية. وبالتالي فإن الخيار الأفضل يبدو في قيادة الجهود التي يقوم بها مشروع مانهاتن نفسه.
موظفي الاستخبارات في مشروع مانهاتن كانوا يعتقدون أن البرنامج النووي الياباني لم يكن متقدما بكثير لأن اليابان كانت تعانى من الشح من الحصول على خام اليورانيوم، تجاوز الجهد الصناعي اللازم قدرة اليابان، و، وفقا لعلماء الفيزياء الاميركي في جامعة كاليفورنيا، بيركلي، الذي عرف علماء الفيزياء الياباني الرائدة شخصيا، كان هناك عدد قليل جدا اليابانية المؤهلين للعمل في منطقة  ويبدو أن مشروع الطاقة النووية الألمانية كان مختلفا جدا؛ وكان العلماء الألمان يمتلكون سمعتهم كقادة في هذا المجال، وكان الخوف من ألمانيا بتطوير أسلحة نووية لأول مرة أحد الأسباب لإنشاء مشروع مانهاتن. ومستشار الاتحاد الألماني، أدولف هتلر، كانت هناك ادعاءات كثيرة أن ألمانيا كانت تطور أسلحة سرية، وكان يخشى من أن هذه قد تشمل الأسلحة النووية. ولقد أخذت تقارير النشاط النووي الألماني على محمل الجد. بتحريض من مشروع مانهاتن، المخربين النرويجيين وقاذفات الحلفاء التي تستهدف البنية التحتية للمياه الثقيلة في النرويج المحتلة من ألمانيا.
جروفز خلق بعثة صغيرة تعمل بشكل مشترك من قبل مكتب الاستخبارات البحرية (ONI)، ومكتب البحث العلمي والتنمية (OSRD)، ومشروع مانهاتن، واستخبارات الجيش (G-2). انها تهدف إلى التخقق من التطورات العلمية للعدو، بما في ذلك أبحاث الأسلحة النووية.  وكان يطلق عليها اسم بعثة ألسوس، والكلمة اليونانية ل «جروف». كان جروفز غير مسرور مع الاسم الرمزى، ولكن في النهاية قرر أن تغييره سوف لفت المزيد من الانتباه غير المرغوب فيه فقط. 
رئيس استخبارات الجيش، اللواء جورج في سترونج، عين اللفتنانت كولونيل بوريس باشا لقيادة وحدة. باشا قد شغل منصب رئيس فرع نشاطات مكافحة التجسس من مجلس الدفاع الغربي، حيث كان التحقيق يشتبه بوجود التجسس السوفييتي في مختبر الإشعاع في بيركلي.قيادة باشا وتتألف من ضابطه التنفيذى الكابتن واين بى. ستانارد، وأربعة من وكلاء فيلق مكافحة التجسس (CIC)، وأربعة مترجمين، وأربعة من العلماء: جيمس ب فيسك من شركة بيل للهاتف، وجون ر. جونسون من جامعة كورنيل، والقائد بروس أولدز من ONI ومعهد ماساتشوستس للتكنولوجيا (معهد ماساتشوستس للتكنولوجيا (MIT)، والرائد وليام أليس، وأصله من MIT على الرغم من أنه كان من العاملين في الكوادر العلمية لوزارة الحرب.

## إرث
بعد رؤية المشروع الألماني في هاجرلوش، كتب جود شميت ما يلي: 
في النهاية، ساهمت بعثة ألسوس قليلا في هزيمة الحلفاء لألمانيا النازية، لأن برامج الأسلحة النووية والبيولوجية الألمانية التي تم تشكيلها للتحقيق تبين أنها أصغر وأقل تهديدا مما كان يخشى. في مجال تطوير الأسلحة النووية على الأقل، تخلف البرنامج الألماني لأنه عانى نقصا في التمويل وكان غير منظم وراء جهود الحلفاء الخاصة. في ارتباطها بإنجازات العلم في أوروبا، لعبت بعثة ألسوس جزء صغير في زمن الحرب والتطورات العلمية والتكنولوجية اللاحقة التي ميزت زمن عالم بعد الحرب.